# Johann Conrad Gütle
Johann Conrad Gütle (* 25. März 1747 in Schwabach; † 18. Oktober 1827 in Nürnberg; manchmal auch Konrad) war ein Nürnberger Instrumentenbauer, Privatlehrer in Mathematik, Physik und Chemie und Verfasser etlicher Schriften zur Mechanik und Elektrizität. Er installierte den ersten Blitzableiter Nürnbergs.

## Werke
- Beschreibung verschiedener Electrisirmaschinen, zum Gebrauch für Schulen. Nürnberg 1790 (2. Bd., Nürnberg 1794).
- Zaubermechanik, oder Beschreibung mechanischer Zauberbelustigungen. Nürnberg 1794.
- Zaubergnomonik, oder Unterhaltungen für Liebhaber der Sonnenuhrkunst. Haueisen, Ansbach 1797.
- Beschreibung und Abbildung einer neu eingerichteten sehr wirksamen elektrischen einfachen Glasscheibenmaschine zur Hervorbringung beider Elektrizitäten.  A. G. Schneider & Weigel, Nürnberg 1811.
- Angenehme und nüzliche Erholungsstunden für junge Leute beyderley Geschlechts in Belustigungen die durch Natur und Kunst hervorgebracht werden.  E. H. Zeh’schen Buchhandlung, Nürnberg.